# Электропрогрев бетона
Электропрогрев бетона применяется при бетонировании конструкций при ожидаемой среднесуточной температуре наружного воздуха ниже 5 °C и минимальной суточной температуре ниже 0 °C согласно СНиП 3.03.01-87 «Несущие и ограждающие конструкции». Целью электропрогрева бетона является недопущение замораживания свежеуложенного бетона, которое сопровождается образованием вокруг арматуры и зерен заполнителя ледяных плёнок.
Электропрогрев бетона осуществляется двумя основными способами — электродный и греющими петлями ПНСВ.

## Электродный способ
Электродный прогрев бетона заключается в том, что выделение тепла происходит непосредственно в бетоне при пропускании через него электрического тока (принцип армейского кипятильника). Электропрогрев данным способом осуществляется преимущественно для стен, реже для небольших перекрытий (где нет возможности заложить греющую петлю из-за небольшой площади). Также применяется для предварительного прогрева бетона перед его заливкой в опалубку.
Недостатки: большой ток (требует наличия на строительной площадке большой электрической мощности — от 1000 кВт для 3—5 м³ бетонной смеси), при высыхании бетона прекращается его нагрев, требуется повышение напряжения для поддержания температуры бетона.
Преимущества: быстрый нагрев смеси, надежность и простота монтажа.

## Греющие петли
Обогрев греющими петлями (принцип предельного тока на кабеле) осуществляется преимущественно для перекрытий, реже для стен (где требуется существенно понизить энергопотребление на прогрев конструкции). Электропитание греющих элементов (петель и электродов) осуществляется через понижающий трансформатор, имеющий несколько ступеней пониженного напряжения, что позволяет регулировать тепловую мощность, выделяемую нагревательными проводами при изменении температуры наружного воздуха.
Недостатки: возможность повреждении изоляции (5-10 %) при бетонировании, сложность расчёта и монтажа.
Преимущества: поддержка температуры вне зависимости от высыхания бетона, меньшее потребление тока, чем при электродном прогреве на одинаковый объём.

## Термоэлектроматы
Термоэлектроматами осуществляется прогрев фундамента, перекрытий и других бетонных конструкций. Термоматы обладают низким энергопотреблением, и для их работы не требуется специальное оборудование (понижающий трансформатор), могут работать от обычной сети в автономном режиме. Внутри каждого термоэлектромата находится инфракрасная плёнка при прохождении через которую электрического тока, начинают испускаться инфракрасные лучи (инфракрасное тепло).

### Преимущества
- Быстрый прогрев бетона (R28 достигается за 12-24 часов);
- простой монтаж - термоматы укладываются на свежезалитый бетон (между матами и бетоном желательно укладывать полиэтиленовую плёнку), масса каждого термомата не более нескольких килограмм;
- автономность всего процесса прогрева бетона;
- срок службы оригинальных термоматов при активной эксплуатации от 1 года.

### Недостатки
- Относительно большая стоимость;
- На рынке множество подделок, использующих плёнку корейского производства (применяется для тёплых полов и не предназначена для производства термоэлектроматов), и не подходящих для прогрева бетона.

## Прочие способы
Электропрогрев бетона также может осуществляться следующими способами:
- обогрев в греющей опалубке;
- инфракрасный обогрев;
- индукционный нагрев.
- обогрев жидкостными установками для прогрева поверхностей, обеспечивающий минимальные сроки схватывания, набора прочности и равномерный прогрев. Недостатком может быть только изначальная дороговизна самой установки, что достаточно быстро компенсируется за счёт значительного снижения сроков работ и малых эксплуатационных затрат.